# Sony Ericsson T610
Sony Ericsson T610 er en mobiltelefon fra Sony Ericsson. T610 blev kåret som årets mobil i 2004 af 3G Messen i Cannes, Frankrig. Telefonen var primært rettet mod forretningsfolket, men blev dog også et hit blandt unge, blandt andet på grund af at den havde kamera.
Sony Ericsson modellen har blandt andet følgende specifikationer:
- Farvedisplay
- Bluetooth
- Infrarød
- Kamera
- GPRS
- Polyfoniske ringetoner

| Telefon | Spire Denne artikel om (mobil-)telefoner og telefoni er en spire som bør udbygges. Du er velkommen til at hjælpe Wikipedia ved at udvide den. |